# Temporada 1947 del fútbol chileno
La Temporada 1947 del fútbol chileno abarca todas las actividades relativas a campeonatos de fútbol profesional, nacionales e internacionales, disputados por clubes chilenos, y por las selecciones nacionales de este país, en sus diversas categorías, durante el año 1947.

## Torneos locales

### Primera División

#### Tabla final
| Pos | Equipo               | PJ | PG | PE | PP | GF | GC | Dif | Pts |
| --- | -------------------- | -- | -- | -- | -- | -- | -- | --- | --- |
| 1   | Colo-Colo            | 24 | 16 | 6  | 2  | 48 | 21 | 27  | 38  |
| 2   | Audax Italiano       | 24 | 14 | 3  | 7  | 56 | 38 | 18  | 31  |
| 3   | Unión Española       | 24 | 11 | 5  | 8  | 55 | 43 | 12  | 27  |
| 4   | Universidad de Chile | 24 | 11 | 5  | 8  | 44 | 34 | 10  | 27  |
| 5   | Universidad Católica | 24 | 9  | 8  | 7  | 47 | 39 | 8   | 26  |
| 6   | Santiago Wanderers   | 24 | 10 | 5  | 9  | 46 | 45 | 1   | 25  |
| 7   | Badminton            | 24 | 9  | 6  | 9  | 48 | 42 | 6   | 24  |
| 8   | Magallanes           | 24 | 8  | 7  | 9  | 49 | 50 | -1  | 23  |
| 9   | Green Cross          | 24 | 10 | 3  | 11 | 45 | 51 | -6  | 23  |
| 10  | Santiago National    | 24 | 8  | 3  | 13 | 49 | 64 | -15 | 19  |
| 11  | Santiago Morning     | 24 | 7  | 3  | 14 | 39 | 49 | -10 | 17  |
| 12  | Iberia               | 24 | 7  | 2  | 15 | 29 | 47 | -18 | 16  |
| 13  | Everton              | 24 | 7  | 2  | 15 | 35 | 67 | -32 | 16  |

PJ=Partidos jugados; PG=Partidos ganados; PE=Partidos empatados; PP=Partidos perdidos; GF=Goles a favor; GC=Goles en contra; Dif=Diferencia de gol; Pts=Puntos
|  | Campeón |

#### Campeón
|                              |
| Campeón Colo-Colo 5.º título |
|                              |

### Campeonato de Apertura

#### Desarrollo
Los partidos del torneo se jugaron a dos tiempos de 35 minutos por lado. En caso de empate, había alargue de 10 minutos y luego definición a penales en serie de tres para cada equipo conservando el mismo ejecutante.

##### Primera fase
|  | Iberia  | 2:1 | Badminton |  |  |
|  | Anotado |     | Anotado   |  |  |

| 27 de abril de 1947 | Universidad de Chile | 1:0 | Colo-Colo | Estadio Nacional, Santiago (Ñuñoa) |  |
|                     | Balbuena             |     |           |                                    |  |

|  | Audax Italiano | 2:1 | Santiago National |  |  |
|  | Anotado        |     | Anotado           |  |  |

|  | Unión Española | 4:0 | Green Cross |  |  |
|  | Anotado        |     |             |  |  |

|  | Santiago Morning | 2:1 | Everton |  |  |
|  | Anotado          |     | Anotado |  |  |

##### Segunda fase
| 1 de mayo de 1947 | Iberia  | 2:1 | Universidad de Chile | Estadio Nacional, Santiago (Ñuñoa) |  |
|                   | Anotado |     | Fantuzzi             |                                    |  |

|  | Audax Italiano | 2:2 | Magallanes |  |  |
|  | Anotado        |     | Anotado    |  |  |

|  | Unión Española | 2:1 | Santiago Morning |  |  |
|  | Anotado        |     | Anotado          |  |  |

##### Semifinal
|  | Iberia  | 3:1 | Audax Italiano |  |  |
|  | Anotado |     | Anotado        |  |  |

##### Final
|       | POR | Pedro Ulloa      | 47' |
|       | DEF | Pantaleón Calvo  |     |
|       | DEF | R. Fernández     |     |
|       | MED | José Campaña     |     |
|       | MED | Garrido          |     |
|       | MED | Valentín Beperet |     |
|       | DEL | José Vilariño    |     |
|       | DEL | Carlos Rojas     |     |
|       | DEL | José Gómez       |     |
|       | DEL | Atilio Cremaschi |     |
|       | DEL | Hernán Lozano    |     |
| D. T. |     |                  |     |

|       | POR | Amadeo Aurenque  |     |
|       | DEF | Osvaldo González |     |
|       | DEF | Luis Astorga     | 47' |
|       | MED | Lorenzo Araya    |     |
|       | MED | Jorge Herrera    |     |
|       | MED | Luis Garrido     |     |
|       | DEL | José Oyarce      |     |
|       | DEL | Darío Valenzuela |     |
|       | DEL | Aranda           |     |
|       | DEL | Haket Vázquez    |     |
|       | DEL | Medina           |     |
| D. T. |     |                  |     |

|  | POR | Romero | 47' |

|  | DEF | Carrasco | 47' |

| 17' · 36' | Atilio Cremaschi Luis Astorga | 1-0 2-0 |

| Principal  | Vicente Leiva     |
| Asistentes | Humberto Barahona |
|            | Jorge Chandía     |

|       | POR | Pedro Ulloa      | 47' |
|       | DEF | Pantaleón Calvo  |     |
|       | DEF | R. Fernández     |     |
|       | MED | José Campaña     |     |
|       | MED | Garrido          |     |
|       | MED | Valentín Beperet |     |
|       | DEL | José Vilariño    |     |
|       | DEL | Carlos Rojas     |     |
|       | DEL | José Gómez       |     |
|       | DEL | Atilio Cremaschi |     |
|       | DEL | Hernán Lozano    |     |
| D. T. |     |                  |     |

|       | POR | Amadeo Aurenque  |     |
|       | DEF | Osvaldo González |     |
|       | DEF | Luis Astorga     | 47' |
|       | MED | Lorenzo Araya    |     |
|       | MED | Jorge Herrera    |     |
|       | MED | Luis Garrido     |     |
|       | DEL | José Oyarce      |     |
|       | DEL | Darío Valenzuela |     |
|       | DEL | Aranda           |     |
|       | DEL | Haket Vázquez    |     |
|       | DEL | Medina           |     |
| D. T. |     |                  |     |

|  | POR | Romero | 47' |

|  | DEF | Carrasco | 47' |

| 17' · 36' | Atilio Cremaschi Luis Astorga | 1-0 2-0 |

| Principal  | Vicente Leiva     |
| Asistentes | Humberto Barahona |
|            | Jorge Chandía     |

|       | POR | Pedro Ulloa      | 47' |
|       | DEF | Pantaleón Calvo  |     |
|       | DEF | R. Fernández     |     |
|       | MED | José Campaña     |     |
|       | MED | Garrido          |     |
|       | MED | Valentín Beperet |     |
|       | DEL | José Vilariño    |     |
|       | DEL | Carlos Rojas     |     |
|       | DEL | José Gómez       |     |
|       | DEL | Atilio Cremaschi |     |
|       | DEL | Hernán Lozano    |     |
| D. T. |     |                  |     |

|       | POR | Amadeo Aurenque  |     |
|       | DEF | Osvaldo González |     |
|       | DEF | Luis Astorga     | 47' |
|       | MED | Lorenzo Araya    |     |
|       | MED | Jorge Herrera    |     |
|       | MED | Luis Garrido     |     |
|       | DEL | José Oyarce      |     |
|       | DEL | Darío Valenzuela |     |
|       | DEL | Aranda           |     |
|       | DEL | Haket Vázquez    |     |
|       | DEL | Medina           |     |
| D. T. |     |                  |     |

|  | POR | Romero | 47' |

|  | DEF | Carrasco | 47' |

| 17' · 36' | Atilio Cremaschi Luis Astorga | 1-0 2-0 |

| Principal  | Vicente Leiva     |
| Asistentes | Humberto Barahona |
|            | Jorge Chandía     |

|       | POR | Pedro Ulloa      | 47' |
|       | DEF | Pantaleón Calvo  |     |
|       | DEF | R. Fernández     |     |
|       | MED | José Campaña     |     |
|       | MED | Garrido          |     |
|       | MED | Valentín Beperet |     |
|       | DEL | José Vilariño    |     |
|       | DEL | Carlos Rojas     |     |
|       | DEL | José Gómez       |     |
|       | DEL | Atilio Cremaschi |     |
|       | DEL | Hernán Lozano    |     |
| D. T. |     |                  |     |

|       | POR | Amadeo Aurenque  |     |
|       | DEF | Osvaldo González |     |
|       | DEF | Luis Astorga     | 47' |
|       | MED | Lorenzo Araya    |     |
|       | MED | Jorge Herrera    |     |
|       | MED | Luis Garrido     |     |
|       | DEL | José Oyarce      |     |
|       | DEL | Darío Valenzuela |     |
|       | DEL | Aranda           |     |
|       | DEL | Haket Vázquez    |     |
|       | DEL | Medina           |     |
| D. T. |     |                  |     |

|  | POR | Romero | 47' |

|  | DEF | Carrasco | 47' |

| 17' · 36' | Atilio Cremaschi Luis Astorga | 1-0 2-0 |

| Principal  | Vicente Leiva     |
| Asistentes | Humberto Barahona |
|            | Jorge Chandía     |

##### Campeón
| Campeón Unión Española |
| 1º título              |